# I Am Woman (canción)
I Am Woman (Soy mujer) es una canción escrita por los músicos australianos Helen Reddy y Ray Burton. Interpretada por Reddy, la primera grabación de "I Am Woman" apareció en su álbum debut I Don't Know How to Love Him, lanzado en mayo de 1971, y se escuchó durante los créditos finales de la película de 1972 Stand Up and Be Counted. Una nueva grabación de la canción fue lanzada como sencillo en mayo de 1972 y se convirtió en un éxito número uno más tarde ese año, vendiendo finalmente más de un millón de copias. La canción surgió cerca del apogeo de la era de la contracultura y, al celebrar el empoderamiento femenino, se convirtió en un himno feminista duradero para el movimiento de liberación de las mujeres. Tras la muerte de Reddy en septiembre de 2020, la canción alcanzó el puesto número 2 en la lista de ventas digitales de Australia.

## Inspiración para la canción

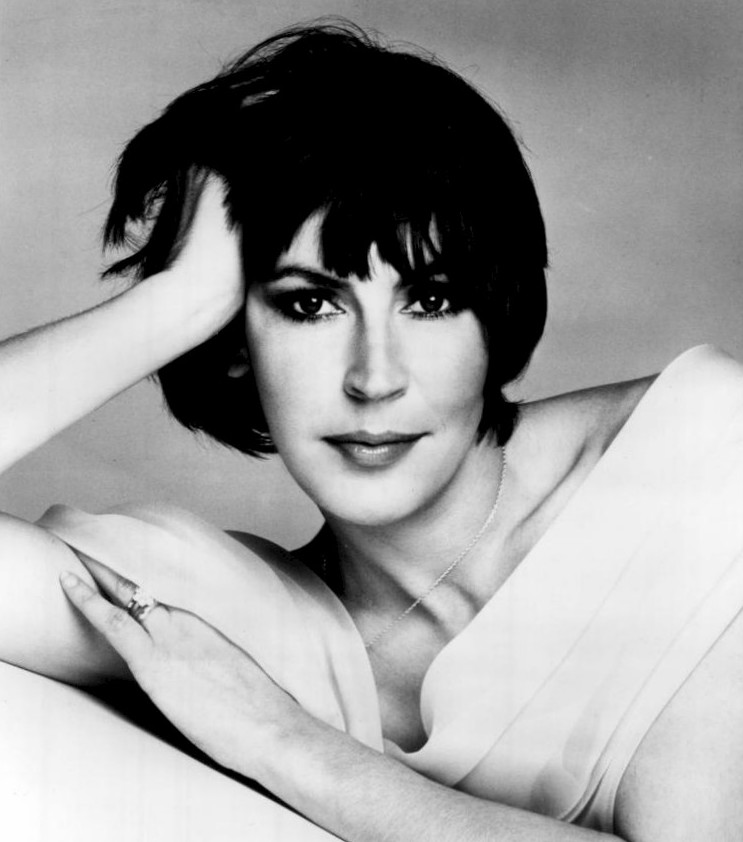
Helen Reddy en 1975

Después de conseguir un contrato de grabación en 1971 con Capitol Records que produjo el éxito "I Don't Know How to Love Him", a Reddy -que entonces vivía en Los Ángeles- le pidieron un álbum. Ella le dio al sello un conjunto de 10 canciones pop con tintes de jazz. Entre las versiones de canciones de Leon Russell, Graham Nash y Van Morrison había dos originales de Reddy y Ray Burton. “I Am Woman” fue una de ellas. La composición fue el resultado de la búsqueda de Reddy de una canción que expresara su creciente pasión por el empoderamiento femenino. En una entrevista de 2003 en la revista Sunday Magazine de Australia (publicada junto con Sunday Herald Sun y Sunday Telegraph ),  explicó:

 I couldn't find any songs that said what I thought being woman was about. I thought about all these strong women in my family who had gotten through the Depression and world wars and drunken, abusive husbands. But there was nothing in music that reflected that. The only songs were "I Feel Pretty" or that dreadful song "Born a Woman". (The 1966 hit by Sandy Posey had observed that if you're born a woman "you're born to be stepped on, lied to, cheated on and treated like dirt. I'm glad it happened that way".) These are not exactly empowering lyrics. I certainly never thought of myself as a songwriter, but it came down to having to do it.
No encontré ninguna canción que expresara lo que yo creía que significaba ser mujer. Pensé en todas esas mujeres fuertes de mi familia que habían superado la Depresión, las guerras mundiales y los maridos borrachos y maltratadores. Pero no había nada en la música que reflejara eso. Las únicas canciones eran "I Feel Pretty" o esa horrible canción "Born a Woman". (El éxito de 1966 de Sandy Posey decía que si naces mujer, "nacerás para que te pisoteen, te mientan, te engañen y te traten como basura. Me alegro de que haya sido así"). Estas letras no son precisamente empoderadoras. Desde luego, nunca me consideré compositora, pero al final tuve que hacerlo.
Helen Reddy

Los largos años que Reddy pasó en el escenario también alimentaron su desprecio por los hombres que menospreciaban a las mujeres, dijo. Las mujeres siempre han sido cosificadas en el mundo del espectáculo. Yo era la telonera de un cómico y, al salir del escenario, él me decía: "Sí, quítate la ropa y espérame en el camerino, enseguida voy". Era denigrante y humillante para cualquier mujer que eso sucediera públicamente.
Tras un largo día, Helen Reddy acababa de acostar a su hija —una tarea familiar y mundana para esta madre soltera y aspirante a cantante— cuando la inspiró. Corrió al escritorio de su hija, sacó un bloc de notas y escribió sin dudarlo: «Soy fuerte. Soy invencible». Estas palabras de afirmación se convertirían más tarde en la letra de su éxito «I Am Woman», que se convirtió en un himno no oficial del movimiento por los derechos de las mujeres de la década de 1970.

## Colaboración con Ray Burton
Burton, que en ese momento tenía 26 años y tocaba en Los Ángeles con la banda de rock australiana The Executives (y más tarde miembro fundador de Ayers Rock), era un amigo que había trabajado a menudo con Reddy en lugares en vivo por toda Australia. Tiene un recuerdo diferente del comienzo de la canción. Le dijo a la revista Sunday Magazine que habló con Reddy después de que ella organizara una serie de reuniones regulares de mujeres en las que, según él, "se sentaban y se quejaban de sus novios".

I said to Helen, 'If you're so serious about the whole thing, why don't you jot down some lyrics and I'll make it a song?' And that's pretty much what happened. She gave me lyrics scribbled down on a piece of paper and I went home that Sunday night and wrote the whole song in about three hours. Her lyrics were more in prose or poetic form, so I rewrote a few bits of it. I had a bit of a melody in my head anyway, so I reconstructed it, then moulded the lyrics to fit that melody. I did a demo on x Revox reel-to-reel tape. She really liked it and she recorded it on an album for Capitol Records. I never thought of it as being one of my better songs. It had commercial potential and I knew the women's lib thing was bubbling and coming to the boil in the U.S.A.. The life of a songwriter from Australia in Los Angeles was not very lucrative, so I figured it was a way to make a few dollars and up the quality of my life. I had a hunch that it was bound to be a hit. Then it went on the Capitol album and just sat there as a "sleeper" and I thought, 'Well, maybe I was wrong'.
Le dije a Helen: «Si te lo tomas tan en serio, ¿por qué no escribes una letra y la convierto en una canción?». Y eso fue prácticamente lo que pasó. Me dio la letra garabateada en un papel y me fui a casa ese domingo por la noche y escribí la canción entera en unas tres horas. Su letra era más bien en prosa o forma poética, así que reescribí algunos fragmentos. Ya tenía un poco de melodía en la cabeza, así que la reconstruí y luego adapté la letra a esa melodía. Grabé una maqueta en una cinta de bobina abierta x Revox. Le gustó mucho y la grabó en un álbum para Capitol Records. Nunca pensé que fuera una de mis mejores canciones. Tenía potencial comercial y sabía que la liberación femenina estaba en pleno auge en Estados Unidos. La vida de un compositor australiana en Los Ángeles no era muy lucrativa, así que pensé que era una forma de ganar unos dólares y mejorar mi calidad de vida. Tenía el presentimiento de que iba a ser un éxito. Luego se incluyó en el álbum Capitol y se quedó ahí como una canción "durmiente" y pensé: "Bueno, quizá me equivoqué".

Reddy insiste en que Burton no cambió ni una palabra de la letra.

## Grabación
Reddy no tenía expectativas para la canción. "Claramente no era material para un sencillo exitoso y no tuvo difusión en absoluto. La tocaba como canción de apertura siempre que actuaba en vivo, y siempre fue bien recibida: también noté que la canción estaba siendo seleccionada para ser mencionada en el correo de los fans". Pero más de un año después, la canción fue elegida para sonar detrás de los créditos de apertura de Stand Up and Be Counted, una comedia ligera de liberación femenina de Hollywood protagonizada por Jacqueline Bisset, Loretta Swit y Steve Lawrence. "Los responsables de Capitol Records pensaron que, en caso de que la película fuera un éxito, deberían lanzar 'I Am Woman' como sencillo". En su forma inicial, la versión original duraba poco más de dos minutos, por lo que se le pidió a Reddy que escribiera una estrofa y un estribillo adicionales. El verso adicional insertó la única referencia de la canción a los hombres "Until I make my brother understand" ("Hasta que haga entender a mi hermano").
La sesión de grabación de esta nueva versión tuvo lugar el 23 de abril de 1972.  Reddy le dijo a la revista Sunday Magazine que no recordaba nada al respecto y que no sabía qué músicos tocaron en la canción. De hecho, contaba con el apoyo de algunos de los mejores músicos de sesión de Los Ángeles:
- Mike Deasy : guitarra
- Jim Horn : instrumentos de viento madera; arreglos de cuerdas y trompas
- Jim Gordon : batería
- Michael Melvoin : piano
- Leland Sklar : bajo
- Dick "Slide" Hyde : trombón
- Don Menza : saxofón
- Kathy Deasy (cuyos créditos incluyen a Johnny Rivers, Kenny Loggins y los Byrds ): coros

El productor Jay Senter reunió la sección rítmica en SunWest Studios para comenzar a las 19:00. Había planeado hacer la grabación instrumental sin Reddy, y por ese le dijeron que llegara a las 21:00. Helen Reddy y su (entonces) esposo Jeff Wald llegaron pensando que iban a grabar en vivo con la banda, pero Senter y la banda ya habían grabado la canción así como la cara B prevista, "Don't Mess with a Woman". Wald y Reddy estaban furiosos en la sala de control. Senter tampoco estaba contento y se alzaron las voces, pero no abandonó el proyecto. Reddy puso su voz en la canción que Senter produjo, y ella y Wald abandonaron el estudio. Esa grabación le reportó un pago de cinco cifras a Reddy, que en ese momento era muy necesario, según Wald.
Inmediatamente después, el guitarrista Deasy tocó el riff en su guitarra eléctrica de 12 cuerdas que se convirtió en el sonido característico de la canción. Luego Senter le pidió a su amigo y saxofonista Jim Horn que escribiera las partituras de cuerdas y trompas para ser grabados la semana siguiente, mientras Senter fue al estudio con Clydie King, Venetta Fields y Shirley Matthews (the Blossoms) y añadió las pistas de coros.
"I Am Woman" fue en la Cara A del single. La canción de la Cara B ("More Than You Could Take") nunca tuvo tanto impacto, pero es una pieza interesante del repertorio de Reddy.

## Éxito
"Fue la grabación original de 'I Am Woman' la que apareció en la banda sonora de la película Stand Up and Be Counted, que se estrenó y desapareció de los cines la misma semana" en mayo de 1972.  La nueva grabación de la canción fue lanzada como sencillo el 22 de ese mes, y Wald –que había trabajado al teléfono durante 18 horas al día instando a las estaciones de radio a tocar "I Don't Know How to Love Him"– volvió a poner en práctica sus habilidades promocionales ya que los ejecutivos discográficos consideraban la canción "agria" y "anti-masculina". Wald anima a Reddy a añadirla al fondo de su repertorio de conciertos. Le organizó conciertos a Reddy —que ya estaba muy embarazada de su hijo Jordan— para que cantara en 19 programas de entrevistas y variedades de televisión, y "las mujeres comenzaron a llamar a las estaciones de radio y a pedir la canción, forzando así su difusión". Incluso su discográfica pensaba que era demasiado estridente y demasiado feminista.
A pesar de la resonancia que tuvo entre los televidentes, el ascenso de la canción a lo más alto de las listas fue una escalada larga y difícil. Entró por primera vez en el Billboard Hot 100 en el puesto número 99 en la edición de la revista del 24 de junio de 1972,  alcanzó el puesto número 97 dos semanas más tarde,  cayó del Hot 100, volvió a entrar en el puesto número 87 dos meses después en la edición del 16 de septiembre, y alcanzó el número uno tres meses después, en la edición del 9 de diciembre.
Tras el lanzamiento del sencillo, Record World lo calificó como "una interpretación típicamente sensible y profesional de la excelente cantante australiana".
"I Am Woman" fue el primer sencillo número uno de Capitol Records desde "Ode to Billie Joe" de Bobbie Gentry cinco años antes, en 1967.  Fue el primer éxito número uno en la lista Billboard de un artista nacido en Australia y la primera canción escrita en Australia en ganar un premio Grammy
En su discurso de aceptación del Grammy en 1973 dijo:

I would like to thank Jeff Wald because he makes my success possible. And I would like to thank God because She makes everything possible.
Quiero agradecer a Jeff Wald porque él hace posible mi éxito. Y quiero agradecer a Dios porque Ella lo hace todo posible.
Helen Reddy

 También se convirtió en el segundo éxito de Helen Reddy, después de "I Don't Know How to Love Him", en alcanzar el número dos en su natal Australia. Pasada por alto en su lanzamiento original en el Reino Unido, "I Am Woman" fue reeditada en 1975 para servir como seguimiento del éxito número cinco de Reddy en el Reino Unido, "Angie Baby", pero no ganó suficiente impulso para llegar al Top 50 del Reino Unido.

## Impacto y legado

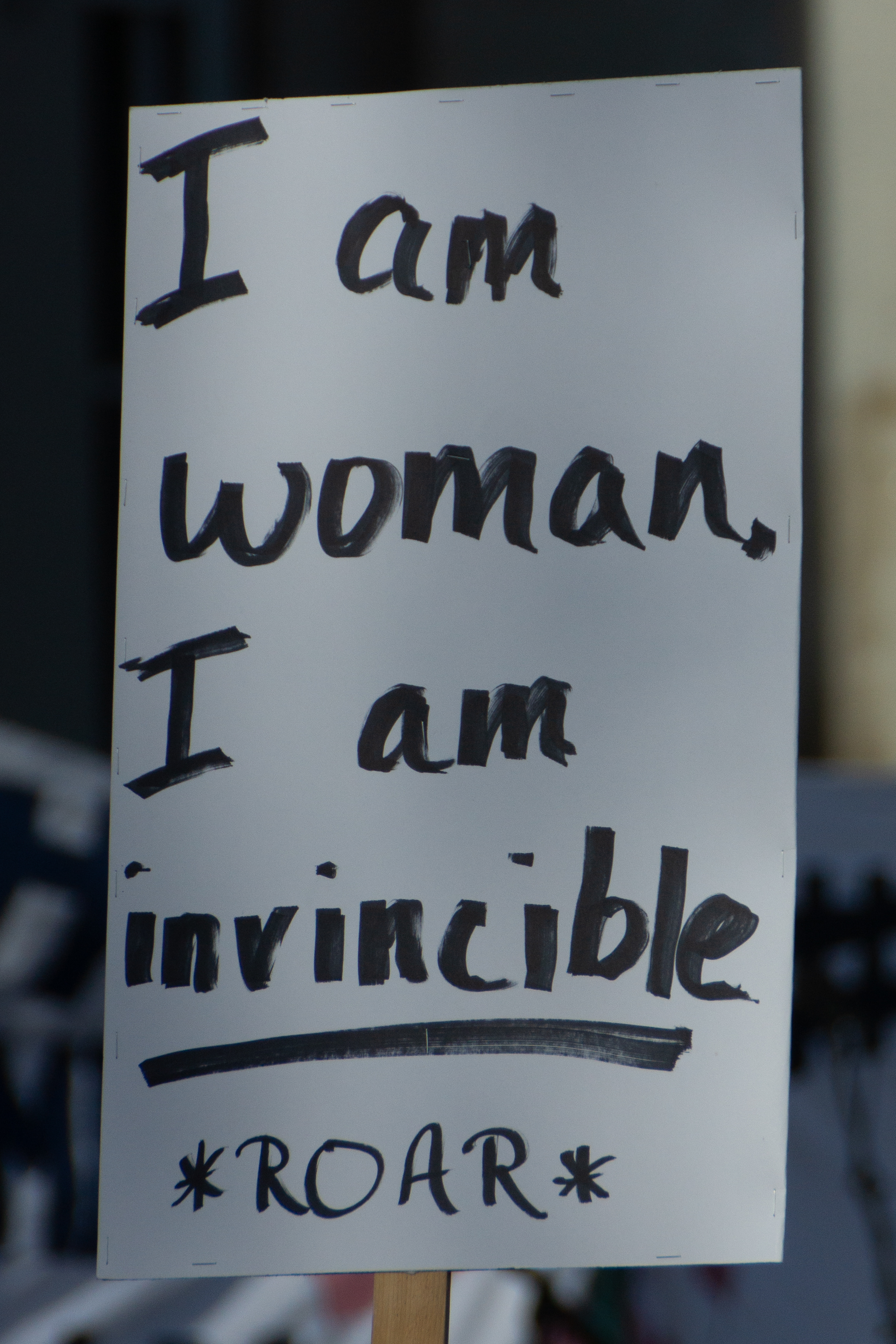
Pancarta en una manifestación con versos de la canción

En el año en que se lanzó la revista Ms. de Gloria Steinem en los EE. UU. y Cleo en Australia, la canción rápidamente capturó la imaginación del floreciente movimiento femenino. La fundadora de la Organización Nacional para la Mujer (NOW), Betty Friedan, escribiría más tarde que en 1973, una noche de gala de entretenimiento en Washington D. C. en la convención anual de NOW cerró con la interpretación de "I Am Woman". "De repente", dijo, "las mujeres se levantaron de sus asientos y empezaron a bailar por el salón del hotel, uniéndose de la mano en un círculo que se fue haciendo cada vez más grande hasta que quizás un millar de nosotras bailábamos y cantábamos: 'Soy fuerte, soy invencible, soy mujer'. Fue una expresión espontánea y hermosa de la euforia que todas sentíamos en aquellos años; mujeres realmente moviéndose como mujeres".
Algunas feministas se opusieron a la frase,

I'm still an embryo, with a long, long way to go
Todavía soy un embrión, con un largo, largo camino por recorrer

identificando el movimiento de liberación de la mujer con un embarazo. Esto fue particularmente cierto después de que la decisión de la Corte Suprema de Estados Unidos en el caso Roe v. Wade de 1973 fuera enmarcada por el éxito número uno de Paul Anka de 1974, "Having My Baby".
Para Reddy, el mensaje de la canción va más allá del feminismo. "No es sólo para mujeres", dijo. Es una canción de empoderamiento general sobre sentirse bien consigo mismo, creer en uno mismo. Cuando mi excuñado, médico, estudiaba medicina, la escuchaba todas las mañanas para animarse. Sin embargo, en 2002, dijo: «No tenía ni idea de en qué se convertiría la canción. De haberlo sabido, me habría intimidado demasiado para escribirla».
La canción le dio mayor exposición a Reddy, allanando el camino para una sucesión de sencillos exitosos. También generó una enorme riqueza, de la que la pareja hizo alarde con un estilo de vida llamativo de mansiones, limusinas, joyas y lanchas rápidas. En su revelador libro sobre Hollywood, You'll Never Eat Lunch in This Town Again (Nunca volverás a comer el almuerzo en esta ciudad), Julia Phillips afirmó que cuando la pareja completó su amargo divorcio en 1982, habían malgastado la mayor parte de los 40 millones de dólares que habían ganado.
Cuando la interpretación de Reddy de la canción en el concurso de Miss Mundo de 1981 enfureció a las feministas, ella respondió: "Que se presenten y paguen mi alquiler y yo me quedaré en casa. Lo que estoy haciendo es anunciar un producto que no usaría".
Reddy había sido citada diciendo: "Hasta el día de hoy recibo correo de mujeres que dicen: 'Fui a la facultad de derecho por tu canción. Pero odiaría pensar que, fuera del amplio espectro de cosas que he hecho en mi carrera, eso es todo por lo que me recordarían'. Pero en su autobiografía, The Woman I Am: A Memoir, recuerda un encuentro en el año 2000 con el sobrino de una amiga, que estaba en la secundaria y que le dijo: "En su libro de texto asignado de Historia Moderna de Estados Unidos, en una sección sobre el auge del feminismo en los años 70, me mencionaron junto con la letra impresa de 'I Am Woman'". Se convirtió en su excusa para lo que, en 2002, llamó su retiro: "Pensé: 'Bueno, ahora soy parte de la historia. ¿Y cómo puedo superar eso? No puedo superarlo'. Así que fue fácil (decidir dejar de cantar)". Pero en una entrevista de 2014 celebrando su regreso a los escenarios, Ernie Manouse le preguntó sobre la canción: "¿Alguna vez te arrepientes de ser tan icónica? ¿Eclipsa todo lo demás? Porque la gente olvida cuántos éxitos tuviste, y aun así esta canción se vuelve tan grande. ¿Es alguna vez demasiado para cargar sobre tus hombros?". Reddy comienza, "No, no", y después de una pausa dice, "Estoy orgullosa de ella".
La primera línea de la canción, "I am woman, hear me roar" ("Soy mujer, escúchame rugir") ha sido ampliamente referenciada en los medios. En un episodio de 1975 de The Carol Burnett Show, la invitada Jean Stapleton interpretó a una feminista que anuncia con orgullo: "¡Soy mujer!", a lo que el personaje de Harvey Korman responde: "Lo sé. Escuché tu rugido". Durante la campaña presidencial republicana de 2000 de Elizabeth Dole, un consultor republicano se quejó de que "ella tiene que tener un mensaje más allá de 'Soy mujer, escúchame rugir'".
A mediados de 2016 se anunció una película biográfica sobre la vida de Reddy, titulada como la canción, con Unjoo Moon como directora, y finalmente se estrenó en 2020.
Helen Reddy falleció el 29 de septiembre de 2020, un mes después del estreno de la película en Estados Unidos y Australia.
EL 21 de enero de 2017 Reddy apareció en el centro de Los Ángeles en la Marcha de Mujeres de 2017. La marcha por los derechos y la unidad de las mujeres tras la investidura de Donald Trump reunió a 750 000 personas. Reddy fue presentada por la actriz Jamie Lee Curtis y cantó una versión a capela de "I Am Woman".
En los premios ARIA Music Awards de 2020, celebrados a fines de noviembre, la canción fue interpretada en homenaje a la fallecida Reddy por un conjunto de cantantes australianas. Fueron presentados por la ex primera ministra, Julia Gillard, y estuvieron respaldados por un coro virtual de más de veinte cantantes femeninas.
Tras su fallecimiento en 2020 la periodista de NPR Neda Ulaby escribió:

Her signature song reflected optimism and joy in a time of challenge, change and difficulty. She leaves us her joy and optimism in her music. It is strong. It is invincible.
Su canción emblemática reflejaba optimismo y alegría en tiempos de desafío, cambio y dificultad. Nos deja su alegría y optimismo en su música. Es fuerte. Es invencible.
Neda Ulaby

## Pelea con Burton
Expulsado de los EE. UU. en 1971 debido a problemas con el permiso de trabajo, Ray Burton vio el ascenso de la canción en ese país desde la distancia. Burton terminó viviendo de los subsidios por desempleo. "Podría haber sido la plataforma de lanzamiento para una carrera como escritor y cantante", dijo. “Se aprovecharon del hecho de que yo no estaba allí”.
Afirmó que se vio obligado a emprender acciones legales contra Helen Reddy en 1998 para recuperar una parte de las regalías que le habían retenido desde 1972. Dijo: "Obtuve algo de dinero, pero nada que ver con lo que habría sido en los años 70, cuando estaba en su apogeo".
Reddy cuestiona las afirmaciones de Burton. "Hubo una compra hace 25 o 30 años", dijo a la revista Sunday Magazine. Ninguno de los dos tenía ni idea de que la canción se convertiría en lo que se convirtió. Hace unos diez años, contactó conmigo porque tenía dificultades económicas. Sentí lástima por él y le restituí sus regalías como compositor. Sus problemas con el pasaporte acabaron con cualquier esperanza de carrera en Estados Unidos y, de alguna manera, esa amargura se me contagió. Le deseo lo mejor. No le guardo rencor.
En la actualidad Ray Burton vuelve a actuar en locales de Queensland Gold Coast, donde reside. A veces la incluye en su repertorio, provocando la risa del público al decir: "Aquí hay una canción que escribí en los 70, con un toque diferente". La canta como: "Ella es mujer, escúchala rugir".

## En la cultura popular
Reddy describe la "reacción típica de DJ" a la canción que se cita en The Billboard Book of Number One Hits : "¡No puedo soportar este disco! ¡Odio esta canción! Pero sabes, es algo curioso, ¡a mi esposa le encanta!
Durante el segmento Audience Talent Show Night del episodio de Late Show with David Letterman del 20 de abril de 1995, Reddy estaba sentada en la parte de atrás de la audiencia y Letterman le preguntó cuál era su talento. Ella respondió: "¡Dale, Paul!", mientras tomaba el micrófono de la mano de Letterman y comenzaba a cantar "I Am Woman". El público respondió con entusiasmo cuando el presentador pasó a un anuncio, pero Reddy interrumpió en varios momentos del programa en diferentes lugares para interpretar su canción característica: primero en la ventana detrás del escritorio de Letterman y luego durante una entrevista con Nicolas Cage, un supuesto anuncio y una actuación de Blues Traveler. Siempre que la música se cortaba y la despedían del escenario, ella siempre sonreía, saludaba y decía: "Gracias".
En 2006, Burger King lanzó una campaña publicitaria titulada "Manthem" (himno macho) con "I Am Man", una parodia de la canción de Helen Reddy, para promocionar su hamburguesa Texas Double Whopper.
En 2010, la canción fue interpretada en una escena de karaoke por los personajes principales (Carrie, Charlotte, Miranda and Samantha) de Sex and the City 2 interpretados por Sarah Jessica Parker, Kristin Davis, Cynthia Nixon y Kim Cattrall.

## En las listas de éxitos

### Listas semanales
| Lista (1972–1973)                   | Mejor posición |
| ----------------------------------- | -------------- |
| Australia (Kent Music Report)       | 2              |
| Canadá (RPM) Top Singles            | 1              |
| Canadá (RPM Adult Contemporary)     | 4              |
| U.S. (Billboard Hot 100)            | 1              |
| U.S. (Billboard Adult Contemporary) | 2              |
| U.S. (Cash Box Top 100)             | 1              |

| Lista (2020)                             | Mejor posición |
| ---------------------------------------- | -------------- |
| Australia Digital Song Sales (Billboard) | 2              |

### Listas anuales
| Lista (1972)                      | Puesto |
| --------------------------------- | ------ |
| Australia                         | 13     |
| Canadá Top Singles (RPM)          | 7      |
| U.S. (Joel Whitburn's Pop Annual) | 14     |

## Certificaciones
The Recording Industry Association of America (RIAA) certificó el 18 de diciembre de 1972 que había vendido 500 000 sencillos de "I Am Woman" y le otorgó un disco de oro.

## Otras versiones
"I Am Woman" fue un éxito menor de C&W (Country & Western) para Bobbie Roy, quien, al igual que Reddy, estaba en el directorio de Capitol Records; la versión de Roy de "I Am Woman" alcanzó el puesto 51 en la lista C&W de EE. UU. y el puesto 85 en Canadá en febrero de 1973.
Un arreglo instrumental de la canción se tocó en la 82.ª edición de los Premios Óscar como música de salida para Kathryn Bigelow después de que ganara el Oscar a Mejor Director por la película The Hurt Locker de 2009, la primera vez que una mujer ganó el premio.
La cantante australiana Chelsea Cullen grabó en 1989 una versión de "I Am Woman" que aparece en la banda sonora de la película "I Am Woman" (2019).

## Premios
En la 15 edición de los Premios Grammy de 1973 (celebrados en marzo de 1973, correspondientes a trabajos publicados entre octubre de 1971 y septiembre de 1972), la categoría Mejor Interpretación Vocal Pop Femenina (Best Pop Vocal Performance, Female) incluyó a las siguientes artistas y canciones/álbumes nominados:
Helen Reddy – "I Am Woman" (canción icónica del movimiento feminista, ganadora del Grammy).
Barbra Streisand – "Stoney End" (single de su álbum homónimo de 1971).
Carly Simon – "You're So Vain" (éxito masivo que competía en esta categoría).
Roberta Flack – "The First Time Ever I Saw Your Face" (originalmente grabada en 1969, pero relanzada en la banda sonora de Play Misty for Me en 1971).
Aretha Franklin – "Day Dreaming" (single de su álbum Young, Gifted and Black).
En la 18 edición de los Premios Grammy de 1975 Helen Reddy fue nominada por su canción "Ain't No Way To Treat A Lady".

## Películas
En 2019 se lanzó la película sobre Helen Reddy titulada I Am Woman, en la que Reddy es interpretada por Tilda Cobham-Hervey.
Helen Reddy falleció el 29 de septiembre de 2020, un mes después del estreno de la película en Estados Unidos y Australia.
En la banda sonora de la película aparece la versión de "I Am Woman" de Helen Reddy de 1972 y la versión de 1989 de Chelsea Cullen, que interpretó la banda sonora de la película.